# Sverige i olympiska sommarspelen 2024
Sverige deltog i olympiska sommarspelen 2024 i Paris som arrangerades mellan den 26 juli och 11 augusti 2024. Sverige har deltagit vid varje upplaga av olympiska sommarspelen förutom Saint Louis 1904.

## Deltagare
Den 21 november 2023 meddelade Sveriges Olympiska Kommitté (SOK) den första truppen till OS där 34 idrottare blev uttagna, varav 22 idrottare var namngivna och övriga var lagidrottare. Den 14 mars 2024 meddelade SOK den andra uttagningen till OS. En vecka senare blev löparen Andreas Almgren uttagen i truppen efter att krossat det svenska rekord på 10 000 meter. Den 17 april 2024 utökades truppen med ett damlandslag i handboll, ett mixeddubbelpar i bordtennis och 800-meterslöparen Andreas Kramer.
Hoppryttaren Peder Fredricson och seglaren Josefin Olsson var svenska fanbärare på OS-invigningen i Paris.

## Medaljörer
| Medalj | Namn                                             | Sport           | Gren                            | Datum           |
| ------ | ------------------------------------------------ | --------------- | ------------------------------- | --------------- |
| 1      | Sarah Sjöström                                   | Simning         | Damernas 100 m frisim           | 31 juli 2024    |
| 1      | Sarah Sjöström                                   | Simning         | Damernas 50 m frisim            | 4 augusti 2024  |
| 1      | Armand Duplantis                                 | Friidrott       | Herrarnas stavhopp              | 5 augusti 2024  |
| 1      | Jonatan Hellvig David Åhman                      | Beachvolleyboll | Herrarnas turnering             | 10 augusti 2024 |
| 2      | Victor Lindgren                                  | Skytte          | Herrarnas 10 m luftgevär        | 29 juli 2024    |
| 2      | Vilma Bobeck Rebecca Netzler                     | Segling         | Damernas 49er FX                | 2 augusti 2024  |
| 2      | Truls Möregårdh                                  | Bordtennis      | Herrsingel                      | 4 augusti 2024  |
| 2      | Kristian Karlsson Anton Källberg Truls Möregårdh | Bordtennis      | Herrarnas lagtävling            | 9 augusti 2024  |
| 3      | Tara Babulfath                                   | Judo            | Damernas extra lättvikt (48 kg) | 27 juli 2024    |
| 3      | Jenny Rissveds                                   | Cykling         | Damernas terränglopp            | 28 juli 2024    |
| [ 6 ]  | Anton Dahlberg Lovisa Karlsson                   | Segling         | Mixed 470                       | 8 augusti 2024  |

Nedan följer resultat för alla svenska tävlande, sorterat i bokstavsordning efter idrottsgren.

## Bordtennis
Sveriges herrlag kvalificerade sig för OS efter att ha tagit EM-guld 2023. Även damlaget kvalificerade sig via den internationella lagrankningen, vilket var första gången ett svenskt damlag kvalificerat sig för OS sedan lagtävlingen infördes som en OS-gren 2008.
Herrar
| Idrottare                                        | Gren   | Omgång 1             | Omgång 2             | Omgång 3             | Åttondelsfinal       | Kvartsfinal          | Semifinal             | Final / BM           | Final / BM |
| Idrottare                                        | Gren   | Motståndare Resultat | Motståndare Resultat | Motståndare Resultat | Motståndare Resultat | Motståndare Resultat | Motståndare Resultat  | Motståndare Resultat | Placering  |
| ------------------------------------------------ | ------ | -------------------- | -------------------- | -------------------- | -------------------- | -------------------- | --------------------- | -------------------- | ---------- |
| Anton Källberg                                   | Singel | Bye                  | Idowu (CGO) W 4–3    | Lebrun (FRA) L 2–4   | Gick inte vidare     | Gick inte vidare     | Gick inte vidare      | Gick inte vidare     | 17         |
| Truls Möregårdh                                  | Singel | Bye                  | Nuytinck (BEL) W 4–0 | Wang (CHN) W 4-2     | Kao (TPE) W 4-1      | Assar (EGY) W 4-1    | Calderano (BRA) W 4-2 | Fan (CHN) L 1-4      | 2          |
| Kristian Karlsson Anton Källberg Truls Möregårdh | Lag    | —                    | —                    | —                    | Danmark W 3-0        | Tyskland W 3-0       | Japan W 3–2           | Kina L 0–3           | 2          |

Damer
| Idrottare                                      | Gren   | Omgång 1             | Omgång 2             | Omgång 3             | Åttondelsfinal       | Kvartsfinal          | Semifinal            | Final / BM           | Final / BM |
| Idrottare                                      | Gren   | Motståndare Resultat | Motståndare Resultat | Motståndare Resultat | Motståndare Resultat | Motståndare Resultat | Motståndare Resultat | Motståndare Resultat | Placering  |
| ---------------------------------------------- | ------ | -------------------- | -------------------- | -------------------- | -------------------- | -------------------- | -------------------- | -------------------- | ---------- |
| Linda Bergström                                | Singel | Bye                  | Wegrzyn (POL) W 4–1  | Chen (CHN) L 1–4     | Gick inte vidare     | Gick inte vidare     | Gick inte vidare     | Gick inte vidare     | 17         |
| Stina Källberg                                 | Singel | Bye                  | Akula (IND) L 0–4    | Gick inte vidare     | Gick inte vidare     | Gick inte vidare     | Gick inte vidare     | Gick inte vidare     | 33         |
| Filippa Bergand Linda Bergström Stina Källberg | Lag    | —                    | —                    | —                    | Hongkong W 3–2       | Sydkorea L 0-3       | Gick inte vidare     | Gick inte vidare     | 5          |

Mixed
| Idrottare                        | Gren   | Åttondelsfinal             | Kvartsfinal          | Semifinal            | Final / BM           | Final / BM |
| Idrottare                        | Gren   | Motståndare Resultat       | Motståndare Resultat | Motståndare Resultat | Motståndare Resultat | Placering  |
| -------------------------------- | ------ | -------------------------- | -------------------- | -------------------- | -------------------- | ---------- |
| Kristian Karlsson Stina Källberg | Dubbel | Campos/Fonseca (CUB) W 4–1 | Kim/Ri (PRK) L 1–4   | Gick inte vidare     | Gick inte vidare     | 5          |

## Boxning
Nebil Ibrahim säkrade en svensk kvotplats till OS efter att ha nått semifinal i europeiska spelen 2023.
| Idrottare        | Gren                 | Sextondelsfinal               | Åttondelsfinal       | Kvartsfinal          | Semifinal            | Final                | Final     |
| Idrottare        | Gren                 | Motståndare Resultat          | Motståndare Resultat | Motståndare Resultat | Motståndare Resultat | Motståndare Resultat | Placering |
| ---------------- | -------------------- | ----------------------------- | -------------------- | -------------------- | -------------------- | -------------------- | --------- |
| Nebil Ibrahim    | Herrarnas fjädervikt | Abusal (PLE) W 5–0            | Khalokov (UZB) L 0–5 | Gick inte vidare     | Gick inte vidare     | Gick inte vidare     | 9         |
| Agnes Alexiusson | Damernas lättvikt    | Palacios Espinoza (ECU) L 1–4 | Gick inte vidare     | Gick inte vidare     | Gick inte vidare     | Gick inte vidare     | 17        |

## Brottning
Jonna Malmgren säkrade en svensk kvotplats till OS efter att slutat på femte plats vid VM 2023 i Belgrad.
Fristil
| Idrottare        | Gren           | Åttondelsfinal       | Kvartsfinal          | Semifinal            | Återkval             | Final / BM           | Final / BM |
| Idrottare        | Gren           | Motståndare Resultat | Motståndare Resultat | Motståndare Resultat | Motståndare Resultat | Motståndare Resultat | Placering  |
| ---------------- | -------------- | -------------------- | -------------------- | -------------------- | -------------------- | -------------------- | ---------- |
| Jonna Malmgren   | Damernas 53 kg | Argüello (VEN) W 5–0 | Pang (CHN) L 1–3     | Gick inte vidare     | Gick inte vidare     | Gick inte vidare     | 7          |
| Johanna Lindborg | Damernas 62 kg | Dudova (BUL) L 1–3   | Gick inte vidare     | Gick inte vidare     | Gick inte vidare     | Gick inte vidare     |            |

## Cykling

### Landsväg
| Idrottare          | Gren                | Tid     | Placering |
| ------------------ | ------------------- | ------- | --------- |
| Jakob Söderqvist   | Herrarnas linjelopp | 6.33,56 | 58        |
| Caroline Andersson | Damernas linjelopp  | 4.02,57 | 14        |

### Mountainbike
| Idrottare      | Gren                 | Tid     | Placering |
| -------------- | -------------------- | ------- | --------- |
| Jenny Rissveds | Damernas terränglopp | 1:29:04 | 3         |

## Friidrott
Svenska friidrottare kunde kvalificera sig för OS i Paris 2024 antingen genom att klara kvalgränsen eller genom världsrankingen (maximalt tre idrottare i varje gren):
Förkortningar
- Notera– Placeringar avser endast det specifika heatet.
- Q = Tog sig vidare till nästa omgång
- q = Tog sig vidare till nästa omgång som den snabbaste förloraren eller, i teknikgrenarna, genom placering utan att nå kvalgränsen
- NR = Nationellt rekord
- i.u. = Omgången fanns inte i grenen
- Bye = Idrottaren behövde inte tävla i omgången

Herrar
Gång- och löpgrenar
| Idrottare         | Gren       | Heat                    | Heat                    | Återkval                | Återkval                | Semifinal               | Semifinal               | Final                   | Final                   |
| Idrottare         | Gren       | Resultat                | Placering               | Resultat                | Placering               | Resultat                | Placering               | Resultat                | Placering               |
| ----------------- | ---------- | ----------------------- | ----------------------- | ----------------------- | ----------------------- | ----------------------- | ----------------------- | ----------------------- | ----------------------- |
| Henrik Larsson    | 100 m      | 10,24                   | 40                      | —                       | —                       | Gick inte vidare        | Gick inte vidare        | Gick inte vidare        | Gick inte vidare        |
| Erik Erlandsson   | 200 m      | 20,65                   | 31 R                    | 20,49                   | 5 Q                     | 20,93                   | 23                      | Gick inte vidare        | Gick inte vidare        |
| Andreas Kramer    | 800 m      | 1.44,93                 | 4 Q                     | bye                     | bye                     | 1.46,52                 | 23                      | Gick inte vidare        | Gick inte vidare        |
| Samuel Pihlström  | 1 500 m    | 3.36,80                 | 21 R                    | 3.33,58                 | 4                       | Gick inte vidare        | Gick inte vidare        | Gick inte vidare        | Gick inte vidare        |
| Andreas Almgren   | 5 000 m    | Startade inte pga skada | Startade inte pga skada | Startade inte pga skada | Startade inte pga skada | Startade inte pga skada | Startade inte pga skada | Startade inte pga skada | Startade inte pga skada |
| Carl Bengtström   | 400 m häck | 49,34                   | 4 R                     | 48,63                   | 1 Q                     | 49,56                   | 19                      | Gick inte vidare        | Gick inte vidare        |
| Oskar Edlund      | 400 m häck | 49,74                   | 7 R                     | 48,99                   | 9                       | Gick inte vidare        | Gick inte vidare        | Gick inte vidare        | Gick inte vidare        |
| Suldan Hassan     | Maraton    | —                       | —                       | —                       | —                       |                         |                         |                         |                         |
| Perseus Karlström | 20 km gång | —                       | —                       | —                       | —                       | 1.21,05                 | 21                      |                         |                         |

Teknikgrenar
| Idrottare        | Gren           | Kval     | Kval      | Final            | Final            |
| Idrottare        | Gren           | Resultat | Placering | Resultat         | Placering        |
| ---------------- | -------------- | -------- | --------- | ---------------- | ---------------- |
| Armand Duplantis | Stavhopp       | 5,75     | 1 Q       | 6,25             | 1                |
| Thobias Montler  | Längdhopp      | 7,82     | 16        | Gick inte vidare | Gick inte vidare |
| Daniel Ståhl     | Diskuskastning | 65,16    | 8 q       | 66,95            | 7                |
| Ragnar Carlsson  | Släggkastning  | 73,96    | 15        | Gick inte vidare | Gick inte vidare |

Damer
Gång- och löpgrenar
| Idrottare         | Gren    | Heat     | Heat      | Återkval | Återkval  | Semifinal        | Semifinal        | Final            | Final            |
| Idrottare         | Gren    | Resultat | Placering | Resultat | Placering | Resultat         | Placering        | Resultat         | Placering        |
| ----------------- | ------- | -------- | --------- | -------- | --------- | ---------------- | ---------------- | ---------------- | ---------------- |
| Julia Henriksson  | 100 m   | 11,26    | 27        | —        | —         | Gick inte vidare | Gick inte vidare | Gick inte vidare | Gick inte vidare |
| Julia Henriksson  | 200 m   | 22,79 NR | 16 Q      | Bye      | Bye       | 22,88            | 21               | Gick inte vidare | Gick inte vidare |
| Nora Lindahl      | 200 m   | 23,33    | 35 R      | 23,51    | 21        | Gick inte vidare | Gick inte vidare | Gick inte vidare | Gick inte vidare |
| Carolina Wikström | Maraton | —        | —         | —        | —         |                  |                  |                  |                  |

Teknikgrenar
| Idrottare            | Gren           | Kval     | Kval      | Final            | Final            |
| Idrottare            | Gren           | Resultat | Placering | Resultat         | Placering        |
| -------------------- | -------------- | -------- | --------- | ---------------- | ---------------- |
| Maja Åskag           | Tresteg        | 13,79    | 19        | Gick inte vidare | Gick inte vidare |
| Axelina Johansson    | Kulstötning    | 18,16    | 12 q      | 18,03            | 10               |
| Fanny Roos           | Kulstötning    | 18,17    | 10 q      | 18,78            | 7                |
| Vanessa Kamga        | Diskuskastning | 65,14 NR | 4 Q       | 65,05            | 5                |
| Caisa-Marie Lindfors | Diskuskastning | 59,29    | 27        | Gick inte vidare | Gick inte vidare |
| Thea Löfman          | Släggkastning  | 69,12    | 18        | Gick inte vidare | Gick inte vidare |

## Golf
| Idrottare       | Gren              | Omgång 1 | Omgång 2 | Omgång 3 | Omgång 4 | Totalt | Totalt   | Totalt    |
| Idrottare       | Gren              | Poäng    | Poäng    | Poäng    | Poäng    | Poäng  | Från par | Placering |
| --------------- | ----------------- | -------- | -------- | -------- | -------- | ------ | -------- | --------- |
| Alexander Norén | Herrarnas tävling | 67       | 74       | 71       | 73       | 285    | +1       | =45       |
| Ludvig Åberg    | Herrarnas tävling | 68       | 70       | 66       | 72       | 276    | -8       | =18       |
| Linn Grant      | Damernas tävling  | 74       | 71       | 73       |          |        |          |           |
| Maja Stark      | Damernas tävling  | 72       | 72       | 71       |          |        |          |           |

## Handboll
Sammanfattning
| Lag                   | Gren                | Gruppspel            | Gruppspel            | Gruppspel            | Gruppspel            | Gruppspel            | Gruppspel | Kvartsfinal          | Semifinal            | Bronsmatch           | Bronsmatch |
| Lag                   | Gren                | Motståndare Resultat | Motståndare Resultat | Motståndare Resultat | Motståndare Resultat | Motståndare Resultat | Placering | Motståndare Resultat | Motståndare Resultat | Motståndare Resultat | Placering  |
| --------------------- | ------------------- | -------------------- | -------------------- | -------------------- | -------------------- | -------------------- | --------- | -------------------- | -------------------- | -------------------- | ---------- |
| Sveriges herrlandslag | Herrarnas turnering | Tyskland · L 27–30   | Spanien · W 29–26    | Slovenien · L 24–29  | Kroatien · W 38–27   | Japan · W 40–27      | 4 Q       | Danmark · L 32-31    | Gick inte vidare     | Gick inte vidare     | 7          |
| Sveriges damlandslag  | Damernas turnering  | Norge · W 32–28      | Tyskland · W 31–28   | Danmark · L 23–25    | Sydkorea · W 27–21   | Slovenien · W 27–23  | 2 Q       | Ungern · W 36–32     | Frankrike · L 28–31  | Danmark · L 25–30    | 4          |

### Herrarnas turnering
Spelartrupp
En spelartrupp på 17 spelare meddelades den 10 juni 2024. Andreas Nilsson behövde lämna återbud och ersattes den 21 juni av Felix Möller.
Förbundskapten:  Glenn Solberg
| Nr | Pos. | Namn                 | Födelsedatum (ålder)      | Matcher | Mål |           | Klubb                  |
| -- | ---- | -------------------- | ------------------------- | ------- | --- | --------- | ---------------------- |
| 2  | V9   | Jonathan Carlsbogård | 19 april 1995 (29 år)     | 68      | 133 | Spanien   | FC Barcelona           |
| 5  | M6   | Max Darj             | 27 september 1991 (32 år) | 120     | 144 | Tyskland  | Füchse Berlin          |
| 6  | M6   | Felix Möller         | 4 september 2002 (21 år)  | 14      | 10  | Danmark   | Aalborg Håndbold       |
| 11 | H6   | Daniel Pettersson    | 6 maj 1992 (32 år)        | 89      | 203 | Tyskland  | SC Magdeburg           |
| 12 | MV   | Andreas Palicka      | 10 juli 1986 (38 år)      | 157     | 16  | Frankrike | Paris Saint-Germain    |
| 13 | H6   | Sebastian Karlsson   | 21 januari 1995 (29 år)   | 14      | 41  | Frankrike | Montpellier HB         |
| 15 | V6   | Hampus Wanne         | 10 december 1993 (30 år)  | 95      | 387 | Spanien   | FC Barcelona           |
| 16 | MV   | Tobias Thulin        | 5 juli 1995 (29 år)       | 59      | 0   | Ungern    | SC Szeged              |
| 19 | M9   | Felix Claar          | 5 januari 1997 (27 år)    | 79      | 193 | Tyskland  | SC Magdeburg           |
| 20 | MV   | Mikael Appelgren     | 6 september 1989 (34 år)  | 100     | 2   | Tyskland  | Rhein-Neckar Löwen     |
| 22 | V6   | Lucas Pellas         | 28 augusti 1995 (28 år)   | 70      | 222 | Frankrike | Montpellier HB         |
| 23 | H9   | Albin Lagergren      | 11 september 1992 (31 år) | 109     | 320 | Tyskland  | SC Magdeburg           |
| 24 | M9   | Jim Gottfridsson     | 2 september 1992 (31 år)  | 154     | 492 | Tyskland  | SG Flensburg-Handewitt |
| 28 | M9   | Jonathan Edvardsson  | 7 april 1997 (27 år)      | 21      | 8   | Tyskland  | TSV Hannover-Burgdorf  |
| 32 | M6   | Oscar Bergendahl     | 8 mars 1995 (29 år)       | 55      | 83  | Tyskland  | SC Magdeburg           |
| 33 | H9   | Lukas Sandell        | 3 februari 1997 (27 år)   | 57      | 138 | Ungern    | Telekom Veszprém       |
| 49 | V9   | Karl Wallinius       | 14 januari 1999 (25 år)   | 28      | 26  | Tyskland  | THW Kiel               |

Gruppspel
| Pos | Lag       | SM | V | O | F | GM  | IM  | MS  | P | Kvalificering |
| --- | --------- | -- | - | - | - | --- | --- | --- | - | ------------- |
| 1   | Tyskland  | 5  | 4 | 0 | 1 | 162 | 144 | +18 | 8 | Kvartsfinal   |
| 2   | Slovenien | 5  | 3 | 0 | 2 | 140 | 142 | −2  | 6 | Kvartsfinal   |
| 3   | Sverige   | 5  | 3 | 0 | 2 | 158 | 139 | +19 | 6 | Kvartsfinal   |
| 4   | Spanien   | 5  | 3 | 0 | 2 | 151 | 148 | +3  | 6 | Kvartsfinal   |
| 5   | Kroatien  | 5  | 2 | 0 | 3 | 148 | 156 | −8  | 4 |               |
| 6   | Japan     | 5  | 0 | 0 | 5 | 143 | 173 | −30 | 0 |               |

|       | 27 juli 2024 | Tyskland    | 30–27           | Sverige    | Paris Expo Porte de Versailles                   |                                                  |
| 19:00 | 19:00        | Uščins 8 1× | (12–11) rapport | Wanne 8 2× | Paris Publik: 5 739 Domare: Hansen, Madsen (DEN) | Paris Publik: 5 739 Domare: Hansen, Madsen (DEN) |
| 19:00 | 19:00        |             |                 |            | Paris Publik: 5 739 Domare: Hansen, Madsen (DEN) | Paris Publik: 5 739 Domare: Hansen, Madsen (DEN) |
| 19:00 | 19:00        |             |                 |            | Paris Publik: 5 739 Domare: Hansen, Madsen (DEN) | Paris Publik: 5 739 Domare: Hansen, Madsen (DEN) |

|       | 29 juli 2024 | Sverige                              | 29–26           | Spanien           | Paris Expo Porte de Versailles       |                                      |
| 16:00 | 16:00        | Karlsson, Pellas, Bergendahl 5 4× 1× | (11–11) rapport | Fernandez 7 5× 1× | Paris Domare: Novotny, Horacek (CZE) | Paris Domare: Novotny, Horacek (CZE) |
| 16:00 | 16:00        |                                      |                 |                   | Paris Domare: Novotny, Horacek (CZE) | Paris Domare: Novotny, Horacek (CZE) |
| 16:00 | 16:00        |                                      |                 |                   | Paris Domare: Novotny, Horacek (CZE) | Paris Domare: Novotny, Horacek (CZE) |

|       | 31 juli 2024 | Slovenien     | 29–24           | Sverige       | Paris Expo Porte de Versailles    |                                   |
| 16:00 | 16:00        | Wanne 6 4× 1× | (15–14) rapport | Janc 10 3× 1× | Paris Domare: Brunner, Salah (SUI | Paris Domare: Brunner, Salah (SUI |
| 16:00 | 16:00        |               |                 |               | Paris Domare: Brunner, Salah (SUI | Paris Domare: Brunner, Salah (SUI |
| 16:00 | 16:00        |               |                 |               | Paris Domare: Brunner, Salah (SUI | Paris Domare: Brunner, Salah (SUI |

|       | 2 augusti 2024 | Kroatien           | 27–38           | Sverige     | Paris Expo Porte de Versailles                     |                                                    |
| 14:00 | 14:00          | Martinovic 8 4× 1× | (15–18) rapport | Pellas 9 3× | Paris Domare: C. Bonaventura, J. Bonaventura (FRA) | Paris Domare: C. Bonaventura, J. Bonaventura (FRA) |
| 14:00 | 14:00          |                    |                 |             | Paris Domare: C. Bonaventura, J. Bonaventura (FRA) | Paris Domare: C. Bonaventura, J. Bonaventura (FRA) |
| 14:00 | 14:00          |                    |                 |             | Paris Domare: C. Bonaventura, J. Bonaventura (FRA) | Paris Domare: C. Bonaventura, J. Bonaventura (FRA) |

|       | 4 augusti 2024 | Sverige       | 40–27          | Japan        | Paris Expo Porte de Versailles        |                                       |
| 09:00 | 09:00          | Karlsson 6 2× | (16–9) rapport | Sugioka 9 2× | Paris Domare: Schulze, Toennies (GER) | Paris Domare: Schulze, Toennies (GER) |
| 09:00 | 09:00          |               |                |              | Paris Domare: Schulze, Toennies (GER) | Paris Domare: Schulze, Toennies (GER) |
| 09:00 | 09:00          |               |                |              | Paris Domare: Schulze, Toennies (GER) | Paris Domare: Schulze, Toennies (GER) |

### Damernas turnering
Spelartrupp
Truppen meddelades den 4 juni 2024. Den 26 juli ersattes Sofia Hvenfelt av Olivia Löfqvist på grund av en skada.
Förbundskapten: Tomas Axnér
| Nr | Pos. | Namn                    | Födelsedatum (ålder)      | Längd  | Matcher | Mål | Klubb               |
| -- | ---- | ----------------------- | ------------------------- | ------ | ------- | --- | ------------------- |
| 1  | MV   | Johanna Bundsen         | 3 juni 1991 (33 år)       | 1,85 m | 146     | 4   | HB Ludwigsburg      |
| 3  | H9   | Nina Koppang            | 31 maj 2002 (22 år)       | 1,78 m | 30      | 41  | Vipers Kristiansand |
| 6  | M9   | Carin Strömberg         | 10 juli 1993 (31 år)      | 1,84 m | 147     | 221 | Neptunes de Nantes  |
| 7  | M6   | Linn Blohm              | 20 maj 1992 (32 år)       | 1,80 m | 167     | 490 | Győri ETO KC        |
| 8  | V9   | Jamina Roberts          | 28 maj 1990 (34 år)       | 1,76 m | 234     | 604 | Vipers Kristiansand |
| 10 | H6   | Mathilda Lundström      | 20 december 1996 (27 år)  | 1,65 m | 80      | 124 | HH Elite            |
| 21 | MV   | Evelina Eriksson        | 20 augusti 1996 (27 år)   | 1,84 m | 33      | 1   | CSM București       |
| 23 | M9   | Emma Lindqvist          | 17 september 1997 (26 år) | 1,77 m | 89      | 182 | Ikast Håndbold      |
| 24 | H6   | Nathalie Hagman         | 19 juli 1991 (33 år)      | 1,67 m | 222     | 820 | SCM Râmnicu Vâlcea  |
| 29 | V9   | Kristin Thorleifsdóttir | 13 januari 1998 (26 år)   | 1,82 m | 61      | 87  | Debreceni VSC       |
| 35 | M6   | Sofia Hvenfelt          | 23 april 1996 (28 år)     | 1,80 m | 29      | 36  | HB Ludwigsburg      |
| 38 | V9   | Elin Hansson            | 7 augusti 1996 (27 år)    | 1,73 m | 75      | 188 | Team Esbjerg        |
| 42 | M9   | Jenny Carlson           | 17 april 1995 (29 år)     | 1,72 m | 62      | 175 | HB Ludwigsburg      |
| 49 | M6   | Olivia Löfqvist         | 13 juli 1998 (26 år)      | 1,77 m | 10      | 7   | Storhamar HE        |
| 54 | V9   | Tyra Axnér              | 18 mars 2002 (22 år)      | 1,78 m | 35      | 57  | Metz Handball       |

Gruppspel
| Pos | Lag       | SM | V | O | F | GM  | IM  | MS  | P | Kvalificering |
| --- | --------- | -- | - | - | - | --- | --- | --- | - | ------------- |
| 1   | Norge     | 5  | 4 | 0 | 1 | 140 | 110 | +30 | 8 | Kvartsfinal   |
| 2   | Sverige   | 5  | 4 | 0 | 1 | 140 | 125 | +15 | 8 | Kvartsfinal   |
| 3   | Danmark   | 5  | 4 | 0 | 1 | 126 | 116 | +10 | 8 | Kvartsfinal   |
| 4   | Tyskland  | 5  | 1 | 0 | 4 | 136 | 134 | +2  | 2 | Kvartsfinal   |
| 5   | Sydkorea  | 5  | 1 | 0 | 4 | 107 | 133 | −26 | 2 |               |
| 6   | Slovenien | 5  | 1 | 0 | 4 | 116 | 147 | −31 | 2 |               |

|       | 25 juli 2024 | Norge                 | 28 – 32           | Sverige        | Arena Paris Sud 6, Paris                  |                                           |
| 21:00 | 21:00        | Mørk, Oftedal 7 3× 1× | (17 – 15) Rapport | Hagman 8 5× 1× | Publik: 5 808 Domare: García, Marín (ESP) | Publik: 5 808 Domare: García, Marín (ESP) |
| 21:00 | 21:00        |                       |                   |                | Publik: 5 808 Domare: García, Marín (ESP) | Publik: 5 808 Domare: García, Marín (ESP) |
| 21:00 | 21:00        |                       |                   |                | Publik: 5 808 Domare: García, Marín (ESP) | Publik: 5 808 Domare: García, Marín (ESP) |

|       | 28 juli 2024 | Sverige      | 31 – 28           | Tyskland         | Arena Paris Sud 6, Paris                          |                                                   |
| 14:00 | 14:00        | Carlson 7 4× | (19 – 12) Rapport | tre spelare 5 3× | Publik: 5 815 Domare: Pavićević, Ražnatović (MNE) | Publik: 5 815 Domare: Pavićević, Ražnatović (MNE) |
| 14:00 | 14:00        |              |                   |                  | Publik: 5 815 Domare: Pavićević, Ražnatović (MNE) | Publik: 5 815 Domare: Pavićević, Ražnatović (MNE) |
| 14:00 | 14:00        |              |                   |                  | Publik: 5 815 Domare: Pavićević, Ražnatović (MNE) | Publik: 5 815 Domare: Pavićević, Ražnatović (MNE) |

|       | 30 juli 2024 | Sverige     | 23 – 25           | Danmark              | Arena Paris Sud 6, Paris                                 |                                                          |
| 21:00 | 21:00        | Hagman 6 4× | (14 – 14) Rapport | fyra spelare 4 3× 1× | Publik: 5 724 Domare: A. Konjičanin, D. Konjičanin (BIH) | Publik: 5 724 Domare: A. Konjičanin, D. Konjičanin (BIH) |
| 21:00 | 21:00        |             |                   |                      | Publik: 5 724 Domare: A. Konjičanin, D. Konjičanin (BIH) | Publik: 5 724 Domare: A. Konjičanin, D. Konjičanin (BIH) |
| 21:00 | 21:00        |             |                   |                      | Publik: 5 724 Domare: A. Konjičanin, D. Konjičanin (BIH) | Publik: 5 724 Domare: A. Konjičanin, D. Konjičanin (BIH) |

|       | 1 augusti 2024 | Sydkorea     | 21 – 27           | Sverige     | Arena Paris Sud 6, Paris                       |                                                |
| 11:00 | 11:00          | Kang K. 5 2× | (11 – 16) Rapport | Lindqvist 5 | Publik: 5 653 Domare: García, Paolantoni (ARG) | Publik: 5 653 Domare: García, Paolantoni (ARG) |
| 11:00 | 11:00          |              |                   |             | Publik: 5 653 Domare: García, Paolantoni (ARG) | Publik: 5 653 Domare: García, Paolantoni (ARG) |
| 11:00 | 11:00          |              |                   |             | Publik: 5 653 Domare: García, Paolantoni (ARG) | Publik: 5 653 Domare: García, Paolantoni (ARG) |

|       | 3 augusti 2024 | Slovenien     | 23 – 27           | Sverige     | Arena Paris Sud 6, Paris                   |                                            |
| 16:00 | 16:00          | Omoregie 9 2× | (14 – 11) Rapport | Hagman 5 1× | Publik: 5 801 Domare: Brunner, Salah (SUI) | Publik: 5 801 Domare: Brunner, Salah (SUI) |
| 16:00 | 16:00          |               |                   |             | Publik: 5 801 Domare: Brunner, Salah (SUI) | Publik: 5 801 Domare: Brunner, Salah (SUI) |
| 16:00 | 16:00          |               |                   |             | Publik: 5 801 Domare: Brunner, Salah (SUI) | Publik: 5 801 Domare: Brunner, Salah (SUI) |

Kvartsfinal
|       | 6 augusti 2024 | Ungern                  | 32 – 36 (e.fl.)   | Sverige      | Stade Pierre-Mauroy, Villeneuve-d'Ascq                    |                                                           |
| 17:30 | 17:30          | Klujber 11 3× 1×        | (15 – 16) Rapport | Koppang 7 4× | Publik: 22 408 Domare: A. Konjičanin, D. Konjičanin (BIH) | Publik: 22 408 Domare: A. Konjičanin, D. Konjičanin (BIH) |
| 17:30 | 17:30          | FT : 29 – 29 EFL: 3 – 7 |                   |              | Publik: 22 408 Domare: A. Konjičanin, D. Konjičanin (BIH) | Publik: 22 408 Domare: A. Konjičanin, D. Konjičanin (BIH) |
| 17:30 | 17:30          |                         |                   |              | Publik: 22 408 Domare: A. Konjičanin, D. Konjičanin (BIH) | Publik: 22 408 Domare: A. Konjičanin, D. Konjičanin (BIH) |

Semifinal
|       | 8 augusti 2024 | Sverige                 | 28 – 31 (e.fl.)   | Frankrike       | Stade Pierre-Mauroy, Villeneuve-d'Ascq     |                                            |
| 16:30 | 16:30          | Hagman 6 3×             | (12 – 10) Rapport | Horacek 8 5× 1× | Publik: 24 688 Domare: Kuttler, Merz (GER) | Publik: 24 688 Domare: Kuttler, Merz (GER) |
| 16:30 | 16:30          | FT : 25 – 25 EFL: 3 – 6 |                   |                 | Publik: 24 688 Domare: Kuttler, Merz (GER) | Publik: 24 688 Domare: Kuttler, Merz (GER) |
| 16:30 | 16:30          |                         |                   |                 | Publik: 24 688 Domare: Kuttler, Merz (GER) | Publik: 24 688 Domare: Kuttler, Merz (GER) |

Bronsmatch
|       | 10 augusti 2024 | Danmark         | 30 – 25           | Sverige        | Stade Pierre-Mauroy, Villeneuve-d'Ascq     |                                            |
| 10:00 | 10:00           | Højlund 5 4× 1× | (15 – 13) Rapport | Hagman 5 3× 1× | Publik: 13 179 Domare: Jørum, Kleven (NOR) | Publik: 13 179 Domare: Jørum, Kleven (NOR) |
| 10:00 | 10:00           |                 |                   |                | Publik: 13 179 Domare: Jørum, Kleven (NOR) | Publik: 13 179 Domare: Jørum, Kleven (NOR) |
| 10:00 | 10:00           |                 |                   |                | Publik: 13 179 Domare: Jørum, Kleven (NOR) | Publik: 13 179 Domare: Jørum, Kleven (NOR) |

## Judo
| Idrottare      | Gren                            | Sextondelsfinal       | Åttondelsfinal          | Kvartsfinal          | Semifinal             | Återkval             | Final / BM                 | Final / BM |
| Idrottare      | Gren                            | Motståndare Resultat  | Motståndare Resultat    | Motståndare Resultat | Motståndare Resultat  | Motståndare Resultat | Motståndare Resultat       | Placering  |
| -------------- | ------------------------------- | --------------------- | ----------------------- | -------------------- | --------------------- | -------------------- | -------------------------- | ---------- |
| Marcus Nyman   | Herrarnas mellanvikt (90 kg)    | Trippel (GER) W 01–00 | Grigorian (UAE) L 00–10 | Gick inte vidare     | Gick inte vidare      | Gick inte vidare     | Gick inte vidare           | 9          |
| Tara Babulfath | Damernas extra lättvikt (48 kg) | Lee (KOR) W 10–00     | Kurbonova (UZB) W 10–00 | Scutto (ITA) W 10–00 | Tsunoda (JPN) L 00–10 |                      | Abuzjakynova (KAZ) W 10–00 | 3          |

## Kanotsport

### Slalom
| Idrottare     | Gren          | Kvalomgång | Kvalomgång | Kvalomgång | Kvalomgång | Kvalomgång | Kvalomgång | Semifinal | Semifinal | Final  | Final     |
| Idrottare     | Gren          | Åk 1       | Placering  | Åk 2       | Placering  | Bästa      | Placering  | Tid       | Placering | Tid    | Placering |
| ------------- | ------------- | ---------- | ---------- | ---------- | ---------- | ---------- | ---------- | --------- | --------- | ------ | --------- |
| Isak Öhrström | Herrarnas K-1 | 89,43      | 13         | 135,55     | 21         | 89,43      | 15         | 94,69     | 9         | 147,39 | 12        |

#### Kajakcross
| Idrottare     | Gren           | Tempolopp | Tempolopp | Runda 1   | Återkval  | Heat      | Kvartsfinal      | Semifinal        | Final            | Slutlig placering |
| Idrottare     | Gren           | Tid       | Placering | Placering | Placering | Placering | Placering        | Placering        | Placering        | Slutlig placering |
| ------------- | -------------- | --------- | --------- | --------- | --------- | --------- | ---------------- | ---------------- | ---------------- | ----------------- |
| Isak Öhrström | Herrarnas KX-1 | 70,29     | 16        | 2 Q       | Bye       | 4         | Gick inte vidare | Gick inte vidare | Gick inte vidare | 28                |

### Sprint
| Idrottare                   | Gren                 | Heat    | Heat      | Kvartsfinal | Kvartsfinal | Semifinal | Semifinal | Final   | Final     |
| Idrottare                   | Gren                 | Tid     | Placering | Tid         | Placering   | Tid       | Placering | Tid     | Placering |
| --------------------------- | -------------------- | ------- | --------- | ----------- | ----------- | --------- | --------- | ------- | --------- |
| Martin Nathell              | Herrarnas K-1 1000 m | 3.28,36 | 2 SF      | Bye         | Bye         | 3.30,14   | 4 FA      | 3.31,06 | 7         |
| Melina Andersson            | Damernas K-1 500 m   | 1.51,84 | 3 QF      | 1.49,21     | 1 Q         | 1.50,79   | 4 FB      | 1.52,65 | 12        |
| Linnea Stensils             | Damernas K-1 500 m   | 1.50,16 | 1 SF      | Bye         | Bye         | 1.50,75   | 3 FB      | 1.52,59 | 11        |
| Linnea Stensils Moa Wikberg | Damernas K-2 500 m   | 1.40,97 | 2 SF      | Bye         | Bye         | 1.40,06   | 5 FB      | 1.42,05 | 9         |

Teckenförklaring: FA = Kvalificerad för final (medalj); FB = Kvalificerad för B-final (ingen medalj)

## Modern femkamp
| Idrottare      | Gren             | Fäktning (värja en stöt) | Fäktning (värja en stöt) | Fäktning (värja en stöt) | Fäktning (värja en stöt) | Simning (200 m frisim) | Simning (200 m frisim) | Simning (200 m frisim) | Ridning (banhoppning) | Ridning (banhoppning) | Ridning (banhoppning) | Kombinerat: skytte/löpning (10 m luftpistol)/(3 200 m) | Kombinerat: skytte/löpning (10 m luftpistol)/(3 200 m) | Kombinerat: skytte/löpning (10 m luftpistol)/(3 200 m) | Totalpoäng | Slutlig placering |
| Idrottare      | Gren             | RR                       | BR                       | Placering                | Poäng                    | Tid                    | Placering              | Poäng                  | Straff                | Placering             | Poäng                 | Tid                                                    | Placering                                              | Poäng                                                  | Totalpoäng | Slutlig placering |
| -------------- | ---------------- | ------------------------ | ------------------------ | ------------------------ | ------------------------ | ---------------------- | ---------------------- | ---------------------- | --------------------- | --------------------- | --------------------- | ------------------------------------------------------ | ------------------------------------------------------ | ------------------------------------------------------ | ---------- | ----------------- |
| Marlena Jawaid | Damernas tävling | 215                      |                          |                          |                          |                        |                        |                        |                       |                       |                       |                                                        |                                                        |                                                        |            |                   |

## Ridsport

### Dressyr
| Ryttare           | Häst              | Grand Prix | Grand Prix | Grand Prix Freestyle | Grand Prix Freestyle | Placering |
| Ryttare           | Häst              | Poäng      | Placering  | Poäng                | Placering            | Placering |
| ----------------- | ----------------- | ---------- | ---------- | -------------------- | -------------------- | --------- |
| Patrik Kittel     | Touchdown         | 74,317     | 13 Q       | 75,107               | 86,600               | 14        |
| Therese Nilshagen | Dante Weltino OLD | 73,991     | 15 q       | 69,714               | 79,714               | 18        |
| Juliette Ramel    | Buriel K.H.       | 71,553     | 25         | Gick inte vidare     | Gick inte vidare     | 25        |

| Ryttare                                        | Häst     | Grand Prix | Grand Prix | Grand Prix Special | Grand Prix Special |
| Ryttare                                        | Häst     | Poäng      | Placering  | Poäng              | Placering          |
| ---------------------------------------------- | -------- | ---------- | ---------- | ------------------ | ------------------ |
| Patrik Kittel Therese Nilshagen Juliette Ramel | som ovan | 219,861    | 5 Q        | 212,811            | 7                  |

Teckenförklaring: Q = Kvalificerad till finalen baserat på placering i sin grupp; q = Kvalificerad till finalen baserat på sammanlagd placering
Reserv är Maria von Essen med hästen Invoice.

### Fälttävlan
| Tävlande       | Häst                       | Dressyr | Dressyr   | Terrängbana | Terrängbana | Hoppning | Hoppning  | Hoppning         | Hoppning         | Totalt | Totalt    |
| Tävlande       | Häst                       | Dressyr | Dressyr   | Terrängbana | Terrängbana | Kval     | Kval      | Final            | Final            | Totalt | Totalt    |
| Tävlande       | Häst                       | Straff  | Placering | Straff      | Placering   | Straff   | Placering | Straff           | Placering        | Straff | Placering |
| -------------- | -------------------------- | ------- | --------- | ----------- | ----------- | -------- | --------- | ---------------- | ---------------- | ------ | --------- |
| Frida Andersén | Box Leo                    | 33,30   | 33        | 0           | 20          | 33,30    | 13 Q      | 33,3             | 12               | 33,30  | 12        |
| Louise Romeike | Caspian 15                 | 37,70   | 51        | 0,80        | 25          | 44,10    | 24 Q      | 44,50            | 24               | 44,50  | 24        |
| Sofia Sjöborg  | Bryjamolga vh Marienshof Z | 33,3    | 33        | 15          | 37          | 53,1     | 33        | Gick inte vidare | Gick inte vidare | 53,10  | 33        |

| Tävlande                                    | Häst     | Dressyr | Dressyr   | Terrängbana | Terrängbana | Hoppning | Hoppning  | Totalt | Totalt    |
| Tävlande                                    | Häst     | Straff  | Placering | Straff      | Placering   | Straff   | Placering | Straff | Placering |
| ------------------------------------------- | -------- | ------- | --------- | ----------- | ----------- | -------- | --------- | ------ | --------- |
| Frida Andersén Louise Romeike Sofia Sjöborg | som ovan | 104,30  | 13        | 15,80       | 7           | 130,50   | 6         | 130,50 | 6         |

Reserv är Malin Asai med hästen Golden Midnight.

### Hoppning
| Ryttare              | Häst           | Kval   | Kval  | Kval      | Final            | Final            | Final            | Omhoppning       | Omhoppning       | Omhoppning       |
| Ryttare              | Häst           | Straff | Tid   | Placering | Straff           | Tid              | Placering        | Straff           | Tid              | Placering        |
| -------------------- | -------------- | ------ | ----- | --------- | ---------------- | ---------------- | ---------------- | ---------------- | ---------------- | ---------------- |
| Rolf-Göran Bengtsson | Zuccero HV     | 4      | 75,15 | 32        | Gick inte vidare | Gick inte vidare | Gick inte vidare | Gick inte vidare | Gick inte vidare | Gick inte vidare |
| Henrik von Eckermann | King Edward    | 0      | 74,50 | 7 Q       | Eliminerad       | Eliminerad       | Eliminerad       | Eliminerad       | Eliminerad       | Eliminerad       |
| Peder Fredricson     | Catch Me Not S | 8      | 74,50 | 43        | Gick inte vidare | Gick inte vidare | Gick inte vidare | Gick inte vidare | Gick inte vidare | Gick inte vidare |

| Ryttare                                                    | Häst     | Kval   | Kval   | Kval      | Final  | Final  | Final     | Omhoppning       | Omhoppning       | Omhoppning       |
| Ryttare                                                    | Häst     | Straff | Tid    | Placering | Straff | Tid    | Placering | Straff           | Tid              | Placering        |
| ---------------------------------------------------------- | -------- | ------ | ------ | --------- | ------ | ------ | --------- | ---------------- | ---------------- | ---------------- |
| Rolf-Göran Bengtsson Peder Fredricson Henrik von Eckermann | som ovan | 17     | 237,93 | 8 Q       | 12     | 229,76 | 6         | Gick inte vidare | Gick inte vidare | Gick inte vidare |

Reserv är Malin Baryard-Johnsson med Indiana.

## Segling
| Idrottare         | Gren            | Inledande omgångar | Inledande omgångar | Inledande omgångar | Inledande omgångar | Inledande omgångar | Inledande omgångar | Inledande omgångar | Inledande omgångar | Inledande omgångar | Inledande omgångar | Inledande omgångar | Inledande omgångar | Inledande omgångar | Inledande omgångar | Inledande omgångar | Inledande omgångar | Kvartsfinal      | Semifinal        | Final            | Placering |
| Idrottare         | Gren            | 1                  | 2                  | 3                  | 4                  | 5                  | 6                  | 7                  | 8                  | 9                  | 10                 | 11                 | 12                 | 13                 | 14                 | Poäng              | Placering          | Kvartsfinal      | Semifinal        | Final            | Placering |
| ----------------- | --------------- | ------------------ | ------------------ | ------------------ | ------------------ | ------------------ | ------------------ | ------------------ | ------------------ | ------------------ | ------------------ | ------------------ | ------------------ | ------------------ | ------------------ | ------------------ | ------------------ | ---------------- | ---------------- | ---------------- | --------- |
| Johanna Hjertberg | Damernas IQFoil | 18                 | 17                 | 6                  | 19                 | 23                 | 24                 | DNS                | 6                  | 10                 | 20                 | 17                 | 17                 | 18                 | 6                  | 177                | 20                 | Gick inte vidare | Gick inte vidare | Gick inte vidare | 20        |

| Idrottare                      | Gren             | Race | Race | Race | Race | Race | Race | Race | Race | Race | Race | Race | Race | Race | Poäng | Placering |
| Idrottare                      | Gren             | 1    | 2    | 3    | 4    | 5    | 6    | 7    | 8    | 9    | 10   | 11   | 12   | M*   | Poäng | Placering |
| ------------------------------ | ---------------- | ---- | ---- | ---- | ---- | ---- | ---- | ---- | ---- | ---- | ---- | ---- | ---- | ---- | ----- | --------- |
| Josefin Olsson                 | Damernas ILCA 6  | 36   | 23   | 28   | 9    | 12   | 1    | 5    | 19   | 31   | —    | —    | —    | DNS  | 128   | 17        |
| Vilma Bobeck Rebecca Netzler   | Damernas 49er FX | 14   | 6    | 15   | 4    | 15   | 10   | 2    | 1    | 5    | 1    | 1    | 17   | 2    | 93    | 2         |
| Anton Dahlberg Lovisa Karlsson | Mixed 470        | 7    | 14   | 1    | 2    | 1    | 13   | 11   | 4    | —    | —    | —    | —    | 8    | 47    | 3         |
| Hanna Jonsson Emil Järudd      | Mixed Nacra 17   | 13   | 18   | 10   | 8    | 9    | 14   | 8    | 9    | 17   | 7    | 6    | 9    | 12   | 118   | 10        |

M = Medaljrace; EL = Utslagen – gick inte vidare till medaljracet

## Simhopp
| Idrottare            | Gren               | Kval   | Kval      | Semifinal | Semifinal | Final  | Final     |
| Idrottare            | Gren               | Poäng  | Placering | Poäng     | Placering | Poäng  | Placering |
| -------------------- | ------------------ | ------ | --------- | --------- | --------- | ------ | --------- |
| Emilia Nilsson Garip | Damernas 3 m svikt | 295,20 | 10 Q      | 279,60    | 11 Q      | 279,40 | 9         |

## Simning
Herrar
| Idrottare                                               | Gren               | Heat     | Heat      | Semifinal        | Semifinal        | Final            | Final            |
| Idrottare                                               | Gren               | Tid      | Placering | Tid              | Placering        | Tid              | Placering        |
| ------------------------------------------------------- | ------------------ | -------- | --------- | ---------------- | ---------------- | ---------------- | ---------------- |
| Björn Seeliger                                          | 50 m frisim        | 22,21    | 31        | Gick inte vidare | Gick inte vidare | Gick inte vidare | Gick inte vidare |
| Björn Seeliger                                          | 100 m frisim       | 49,70    | 40        | Gick inte vidare | Gick inte vidare | Gick inte vidare | Gick inte vidare |
| Victor Johansson                                        | 400 m frisim       | 3.47,98  | 18        | —                | —                | Gick inte vidare | Gick inte vidare |
| Victor Johansson                                        | 800 m frisim       | 7.49,47  | 16        | —                | —                | Gick inte vidare | Gick inte vidare |
| Victor Johansson                                        | 1 500 m frisim     | 15.05,62 | 17        | —                | —                | Gick inte vidare | Gick inte vidare |
| Victor Johansson                                        | 10 km öppet vatten | —        | —         | —                | —                | Startade inte    | Startade inte    |
| Erik Persson                                            | 200 m bröstsim     | 2.10,35  | 7 Q       | 2.10,11          | 13               | Gick inte vidare | Gick inte vidare |
| Isak Eliasson Robin Hanson Elias Persson Björn Seeliger | 4 × 100 m frisim   | 3.15,71  | 15        | —                | —                | Gick inte vidare | Gick inte vidare |

Damer
| Idrottare                                                                | Gren             | Heat    | Heat      | Semifinal        | Semifinal        | Final            | Final            |
| Idrottare                                                                | Gren             | Tid     | Placering | Tid              | Placering        | Tid              | Placering        |
| ------------------------------------------------------------------------ | ---------------- | ------- | --------- | ---------------- | ---------------- | ---------------- | ---------------- |
| Michelle Coleman                                                         | 50 m frisim      | 24,55   | 7 Q       | 24,47            | 9                | Gick inte vidare | Gick inte vidare |
| Michelle Coleman                                                         | 100 m frisim     | 54,10   | 14 Q      | 53,75            | 12               | Gick inte vidare | Gick inte vidare |
| Louise Hansson                                                           | 100 m ryggsim    | 1.00,26 | 15 Q      | 1.00,47          | 15               | Gick inte vidare | Gick inte vidare |
| Louise Hansson                                                           | 100 m fjärilsim  | 57,57   | 12 Q      | 56,93            | 8 Q              | 57,34            | 8                |
| Sophie Hansson                                                           | 100 m bröstsim   | 1.06,66 | 13 Q      | 1.06.96          | 13               | Gick inte vidare | Gick inte vidare |
| Sophie Hansson                                                           | 200 m bröstsim   | 2.28,10 | 20        | Gick inte vidare | Gick inte vidare | Gick inte vidare | Gick inte vidare |
| Sarah Sjöström                                                           | 50 m frisim      | 23,85   | 1 Q       | 23,66 OR         | 1 Q              | 23,71            | 1                |
| Sarah Sjöström                                                           | 100 m frisim     | 52,99   | 1 Q       | 52,87            | 6 Q              | 52,16            | 1                |
| Michelle Coleman Sophie Hansson Sara Junevik Sarah Sjöström Sofia Åstedt | 4 × 100 m frisim | 3.34,35 | 3 Q       | —                | —                | 3.33,79          | 5                |
| Hanna Rosvall Sophie Hansson Louise Hansson Sarah Sjöström               | 4 × 100 m medley | 3.57,33 | 4 Q       | —                | —                | 3.56,92          | 7                |

Mixed
| Idrottare                                            | Gren             | Heat    | Heat      | Final            | Final            |
| Idrottare                                            | Gren             | Tid     | Placering | Tid              | Placering        |
| ---------------------------------------------------- | ---------------- | ------- | --------- | ---------------- | ---------------- |
| Robin Hanson Sara Junevik Erik Persson Hanna Rosvall | 4 × 100 m medley | 3.46,15 | 12        | Gick inte vidare | Gick inte vidare |

1. ↑  Simmare som endast deltog i heatet.

## Skateboard
| Idrottare      | Gren           | Kval  | Kval      | Final            | Final            |
| Idrottare      | Gren           | Poäng | Placering | Poäng            | Placering        |
| -------------- | -------------- | ----- | --------- | ---------------- | ---------------- |
| Hampus Winberg | Herrarnas park | 88,29 | 9         | Gick inte vidare | Gick inte vidare |

## Skytte
| Idrottare                        | Gren                                  | Kval    | Kval      | Final            | Final            |
| Idrottare                        | Gren                                  | Poäng   | Placering | Poäng            | Placering        |
| -------------------------------- | ------------------------------------- | ------- | --------- | ---------------- | ---------------- |
| Rickard Levin Andersson          | Herrarnas trap                        | 123     | 4         | 30               | 4                |
| Victor Lindgren                  | Herrarnas 10 m luftgevär              | 630,7   | 6         | 251,4            | 2                |
| Victor Lindgren                  | Herrarnas 50 m gevär, tre ställningar | 589-25x | 13        | Gick inte vidare | Gick inte vidare |
| Marcus Madsen                    | Herrarnas 10 m luftgevär              | 625     | 40        | Gick inte vidare | Gick inte vidare |
| Marcus Madsen                    | Herrarnas 50 m gevär, tre ställningar | 589-26x | 12        | Gick inte vidare | Gick inte vidare |
| Stefan Nilsson                   | Herrarnas skeet                       | 122     | 5 Q       | 27               | 5                |
| Marcus Svensson                  | Herrarnas skeet                       | 118     | 18        | Gick inte vidare | Gick inte vidare |
| Victoria Larsson                 | Damernas skeet                        | 118     | 11        | Gick inte vidare | Gick inte vidare |
| Stina Lawner                     | Damernas 25 m pistol                  | 573     | 30        | Gick inte vidare | Gick inte vidare |
| Victoria Larsson Marcus Svensson | Mixedlag i skeet                      | 136     | 15        | Gick inte vidare | Gick inte vidare |

## Triathlon
| Idrottare     | Gren             | Simning (1,5 km) | T1   | Cykling (40 km) | T2   | Löpning (10 km) | Total tid | Placering |
| ------------- | ---------------- | ---------------- | ---- | --------------- | ---- | --------------- | --------- | --------- |
| Tilda Månsson | Damernas tävling | 24.03            | 0.59 | 57.48           | 0.33 | 35.59           | 1:59.22   | 23        |

## Volleyboll

### Beachvolleyboll
| Idrottare                   | Gren                | Gruppspel                          | Gruppspel                  | Gruppspel                       | Gruppspel | Åttondelsfinal           | Kvartsfinal                | Semifinal                  | Final                        | Final     |
| Idrottare                   | Gren                | Motståndare Resultat               | Motståndare Resultat       | Motståndare Resultat            | Placering | Motståndare Resultat     | Motståndare Resultat       | Motståndare Resultat       | Motståndare Resultat         | Placering |
| --------------------------- | ------------------- | ---------------------------------- | -------------------------- | ------------------------------- | --------- | ------------------------ | -------------------------- | -------------------------- | ---------------------------- | --------- |
| Jonatan Hellvig David Åhman | Herrarnas turnering | Nicolaidis / Carracher (AUS) W 2–0 | Cherif / Ahmed (QAT) L 1–2 | Cottafava / Nicolai (ITA) L 0–2 | 3         | Alayo / Díaz (CUB) W 2–1 | Evandro /Lanci (BRA) W 2–0 | Cherif / Ahmed (QAT) W 2–0 | Ehlers / Wickler (GER) W 2–0 | 1         |